# Melecta grandis
Melecta grandis är en biart som beskrevs av Amédée Louis Michel Lepeletier 1841. Melecta grandis ingår i släktet sorgbin, och familjen långtungebin. Inga underarter finns listade i Catalogue of Life.